# Pragoimex Vario LF

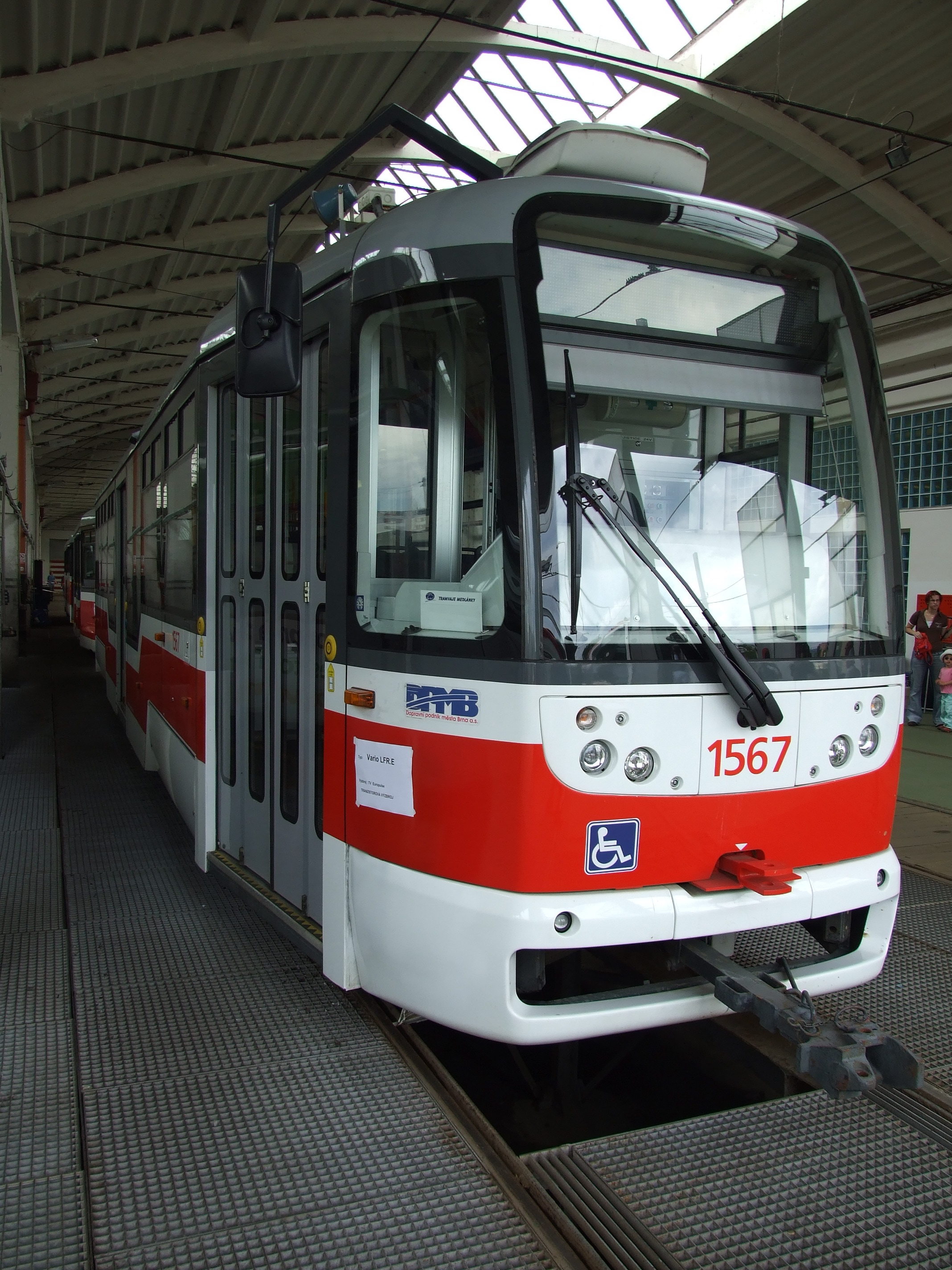
VarioLF in Brünn

Die Pragoimex VarioLF sind eine Familie von niederflurigen Straßenbahntriebwagen. Die Firma Pragoimex ist ein tschechisches Nachfolgeunternehmen von ČKD Tatra.

## Entwicklung
Basierend auf den Ersatzwagenkästen VarCB3, mit denen Fahrzeuge von Typ Tatra T3 modernisiert wurden, entwickelte die Firma Krnovské opravny a strojírny (KOS) den Wagenkasten VarCB3LF (LF = low floor = niederflurig). Dieser Wagenkasten ist ca. einen Meter länger und hat einen Niederflurteil zwischen den Drehgestellen.
Als erste Fahrzeuge mit dem neuen Wagenkasten entstanden im Jahr 2004 zwei Prototypen für Ostrava. Auf der Basis des Wagenkastens VarCB3LF entstanden ab 2006 auch Prototypen von zwei- und dreiteiligen Gelenkwagen, die als VarioLF2 bzw. VarioLF3 bezeichnet werden. Die neueste Entwicklung ist der Prototyp eines dreiteiligen Zweirichtungswagens, der als VarioLF3/2 bezeichnet wird. Laut Herstellerprospekt gehören auch VarioLF2/2, VarioLF4 und VarioLF4/2 zum Portfolio.

## Typen

### T3R.PLF

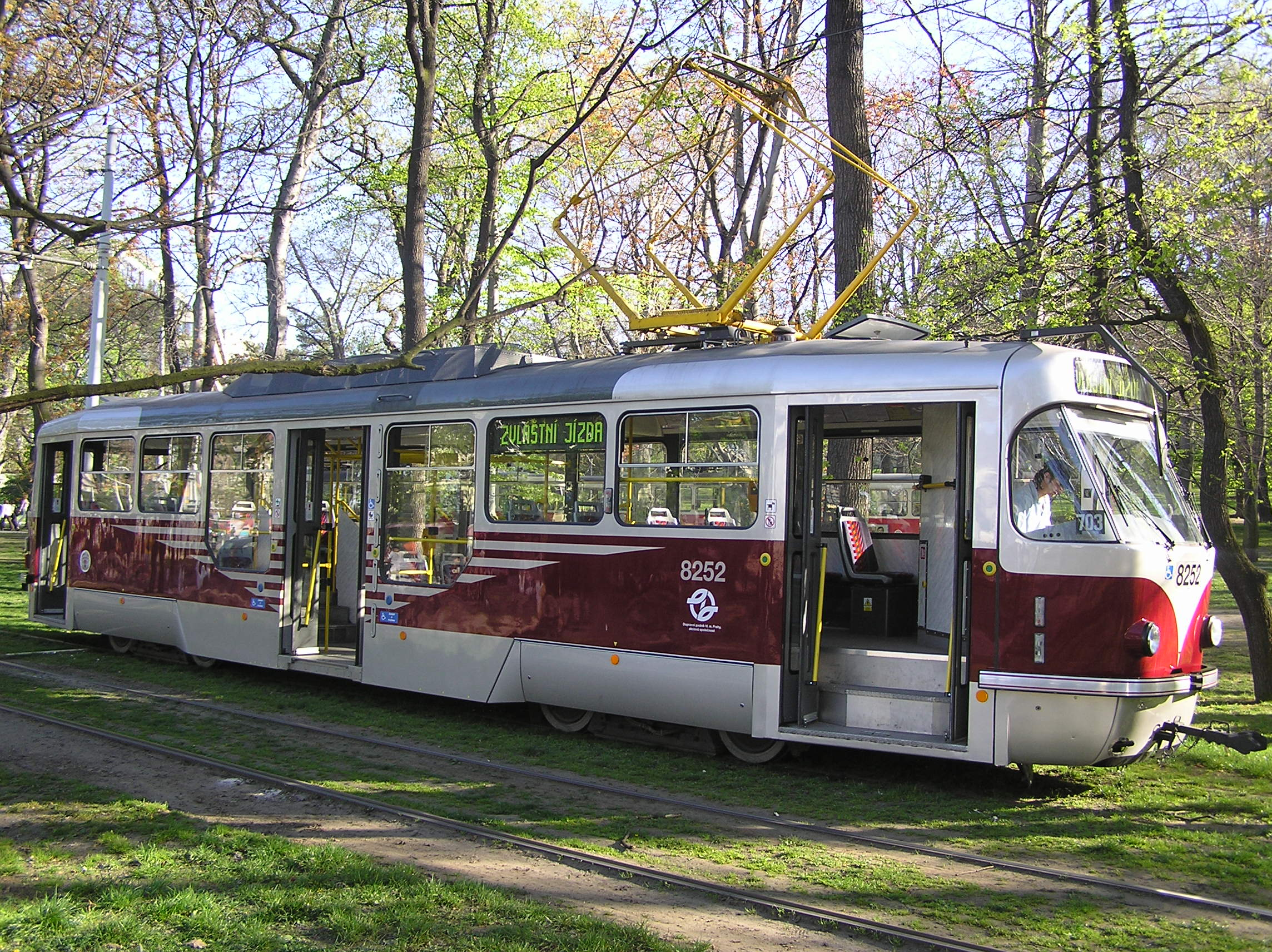
T3R.PLF in Prag

Der T3R.PLF ist die Ausführung, die dem klassischen Tatra T3 am ähnlichsten ist, da die Kopf- und Heckmodule die gleichen wie bei den T3-Modernisierungsvarianten T3R.EV bzw. T3R.PV sind. Wagen dieses Typs sind dementsprechend auch nur eine T3-Modernisierungsvariante und keine Neubauten. Nach Pilsen wurden im Jahr 2008 ein erster Wagen vom Typ T3R.SLF geliefert, der abweichend eine Steuerung von Škoda besitzt, um die Fahrzeuge mit den bei Škoda modernisierten Tatra T3 kuppeln zu können. Er hat die elektrische Ausrüstung „Progress“ von Cegelec.
| Betrieb | Artikel             | Auslieferung | Anzahl gelieferter Wagen und Nummern       | Anmerkungen |
| ------- | ------------------- | ------------ | ------------------------------------------ | ----------- |
| Liberec | Straßenbahn Liberec | 2005–2008    | 12 (22, 23, 28, 29, 35, 37, 42, 45–48, 54) |             |
| Pilsen  | Straßenbahn Pilsen  | 2008–2010    | 18 (315–332)                               |             |
| Prag    | Straßenbahn Prag    | 2007–2017    | 35 (8251–8285)                             |             |

### T3R.SLF
Der T3R.SLF unterscheidet sich nicht sehr vom T3R.PLF, aber er hat die elektrische Ausrüstung von Škoda Electric.
| Betrieb | Artikel             | Auslieferung | Anzahl gelieferter Wagen und Nummern        | Anmerkungen |
| ------- | ------------------- | ------------ | ------------------------------------------- | ----------- |
| Liberec | Straßenbahn Liberec | 2012–2018    | 10 (31, 32, 38, 43, 44, 61, 65, 66, 69, 82) |             |

### VarioLF

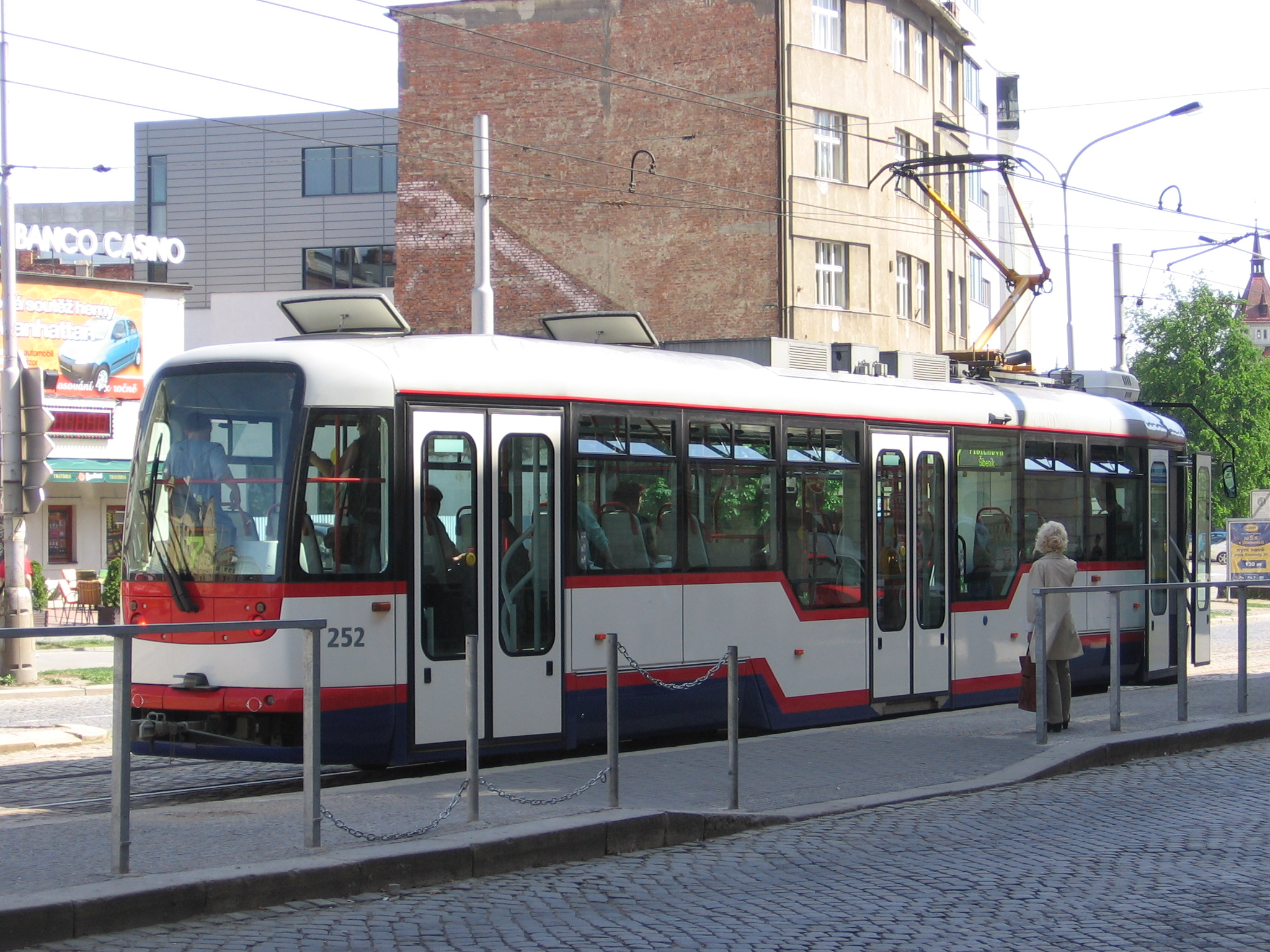
VarioLF in Olmütz

Der VarioLF ist ein komplett neues Fahrzeug, bei dem keine Teile aus einem Spenderfahrzeug übernommen werden. Er hat die elektrische Ausrüstung „Europulse“ von Cegelec.
| Betrieb | Artikel            | Auslieferung | Anzahl gelieferter Wagen | Anmerkungen |
| ------- | ------------------ | ------------ | ------------------------ | ----------- |
| Olmütz  | Straßenbahn Olmütz | 2006–2007    | 3 (251–253)              |             |

### VarioLF+
Der VarioLF+ ist ein komplett neues Fahrzeug, bei dem keine Teile aus einem Spenderfahrzeug übernommen werden. Die elektrische Ausrüstung stammt von Škoda Electric.
| Betrieb           | Artikel                   | Auslieferung | Anzahl gelieferter Wagen      | Anmerkungen |
| ----------------- | ------------------------- | ------------ | ----------------------------- | ----------- |
| Most und Litvínov | Straßenbahn Most–Litvínov | 2012–2014    | 2 (314–315)                   |             |
| Pilsen            | Straßenbahn Pilsen        | 2010–2017    | 6 (336–337, 354–355, 367–368) |             |

### VarioLF+/o
Der VarioLF+/o ist ein komplett neues Fahrzeug, bei dem keine Teile aus einem Spenderfahrzeug übernommen werden. Auch er hat die elektrische Ausrüstung von Škoda Electric.
| Betrieb | Artikel            | Auslieferung | Anzahl gelieferter Wagen | Anmerkungen |
| ------- | ------------------ | ------------ | ------------------------ | ----------- |
| Olmütz  | Straßenbahn Olmütz | 2013         | 14 (101–114)             |             |

### VarioLFR.E

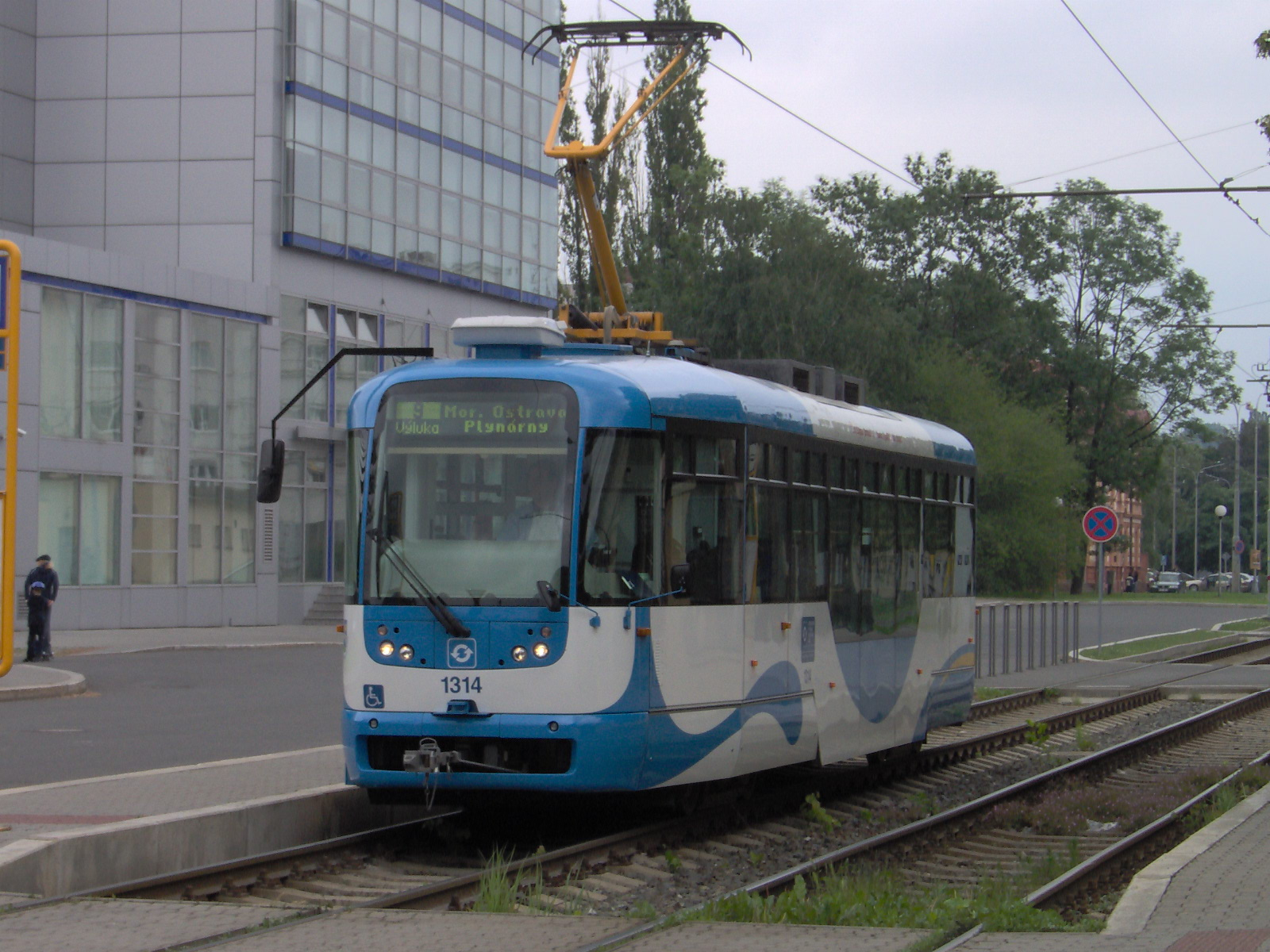
VarioLFR.E in Ostrava

Der VarioLFR.E ist wie der T3R.PLF nur eine Modernisierung eines Tatra T3, durch neue Kopf- und Heckmodule jedoch nicht von einem Neubau zu unterscheiden. Er hat die elektrische Ausrüstung „Europulse“ von Cegelec.
| Betrieb | Artikel             | Auslieferung | Anzahl gelieferter Wagen | Anmerkungen |
| ------- | ------------------- | ------------ | ------------------------ | ----------- |
| Brünn   | Straßenbahn Brünn   | ab 2006      | 32                       |             |
| Olmütz  | Straßenbahn Olmütz  | 2007–2011    | 7 (231–237)              |             |
| Ostrava | Straßenbahn Ostrava | 2004–2012    | 47 (1311–1357)           |             |

### VarioLFR.S
Der VarioLFR.S unterscheidet sich nicht sehr von der VarioLFR.E, jedoch stammt die elektrische Ausrüstung von Škoda Electric.
| Betrieb           | Artikel                   | Auslieferung | Anzahl gelieferter Wagen                | Anmerkungen |
| ----------------- | ------------------------- | ------------ | --------------------------------------- | ----------- |
| Ostrava           | Straßenbahn Ostrava       | 2013–2014    | 16 (1358–1373)                          |             |
| Olmütz            | Straßenbahn Olmütz        | 2012–2018    | 10 (238–247)                            |             |
| Pilsen            | Straßenbahn Pilsen        | 2010–2014    | 26 (333–335, 338–353, 356–360, 364–365) |             |
| Most und Litvínov | Straßenbahn Most–Litvínov | 2016         | 1 (253)                                 |             |

### VarioLF2

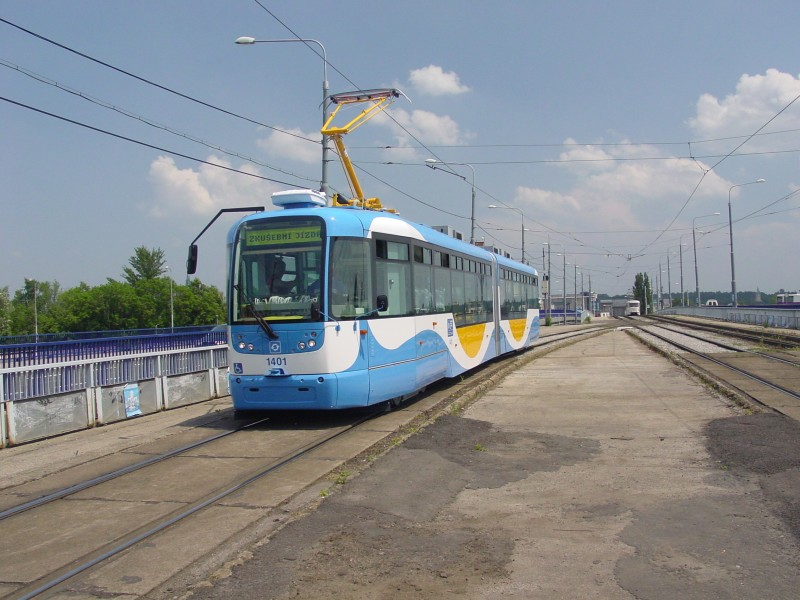
VarioLF2 in Ostrava

Der VarioLF2 ist ein komplett neues Fahrzeug, bei dem keine Teile aus einem Spenderfahrzeug übernommen wurden. Er hat die elektrische Ausrüstung „Europulse“ von Cegelec.
| Betrieb | Artikel             | Auslieferung | Anzahl gelieferter Wagen | Anmerkungen |
| ------- | ------------------- | ------------ | ------------------------ | ----------- |
| Ostrava | Straßenbahn Ostrava | 2007         | 1 (1401)                 |             |

### VarioLF2+
Der VarioLF+ ist ein komplett neues Fahrzeug, bei dem keine Teile aus einem Spenderfahrzeug übernommen werden. Er hat die elektrische Ausrüstung „Europulse“ von Cegelec.
| Betrieb | Artikel             | Auslieferung | Anzahl gelieferter Wagen | Anmerkungen |
| ------- | ------------------- | ------------ | ------------------------ | ----------- |
| Ostrava | Straßenbahn Ostrava | 2009         | 1 (1411)                 |             |

### VarioLF2R.E
Der VarioLFR.E ist eine Modernisierung auf Basis eines Tatra K2 oder zweier Tatra T3. Durch die neuen Kopf- und Heckmodule ist er nicht von einem Neubau zu unterscheiden. Er hat die elektrische Ausrüstung „Europulse“ von Cegelec.
| Betrieb | Artikel           | Auslieferung | Anzahl gelieferter Wagen | Anmerkungen |
| ------- | ----------------- | ------------ | --- | ----------- |
| Brünn   | Straßenbahn Brünn | ab 2008      | 30 (1069, 1072, 1078, 1082, 1083, 1084, 1088, 1090, 1092, 1093, 1094, 1096, 1098, 1099, 1100, 1101, 1102, 1103, 1106, 1108, 1109, 1110, 1112, 1114, 1117, 1120, 1126, 1127, 1128, 1130, 1131, 1132) |             |

### VarioLF2R.S
Die VarioLF2R.S unterscheidet sich nicht sehr von der VarioLF2R.E, jedoch stammt die elektrische Ausrüstung von Škoda Electric.
| Betrieb | Artikel             | Auslieferung | Anzahl gelieferter Wagen | Anmerkungen |
| ------- | ------------------- | ------------ | ------------------------ | ----------- |
| Ostrava | Straßenbahn Ostrava | 2013         | 2 (1402–1403)            |             |

### VarioLF2/2IN
Der VarioLF+ ist ein komplett neues Fahrzeug, bei dem keine Teile aus einem Spenderfahrzeug übernommen werden. Er hat die elektrische Ausrüstung von Škoda Electric.
| Betrieb | Artikel            | Auslieferung | Anzahl gelieferter Wagen | Anmerkungen |
| ------- | ------------------ | ------------ | ------------------------ | ----------- |
| Pilsen  | Straßenbahn Pilsen | 2013–2014    | 4 (361–363, 366)         |             |

### VarioLF3

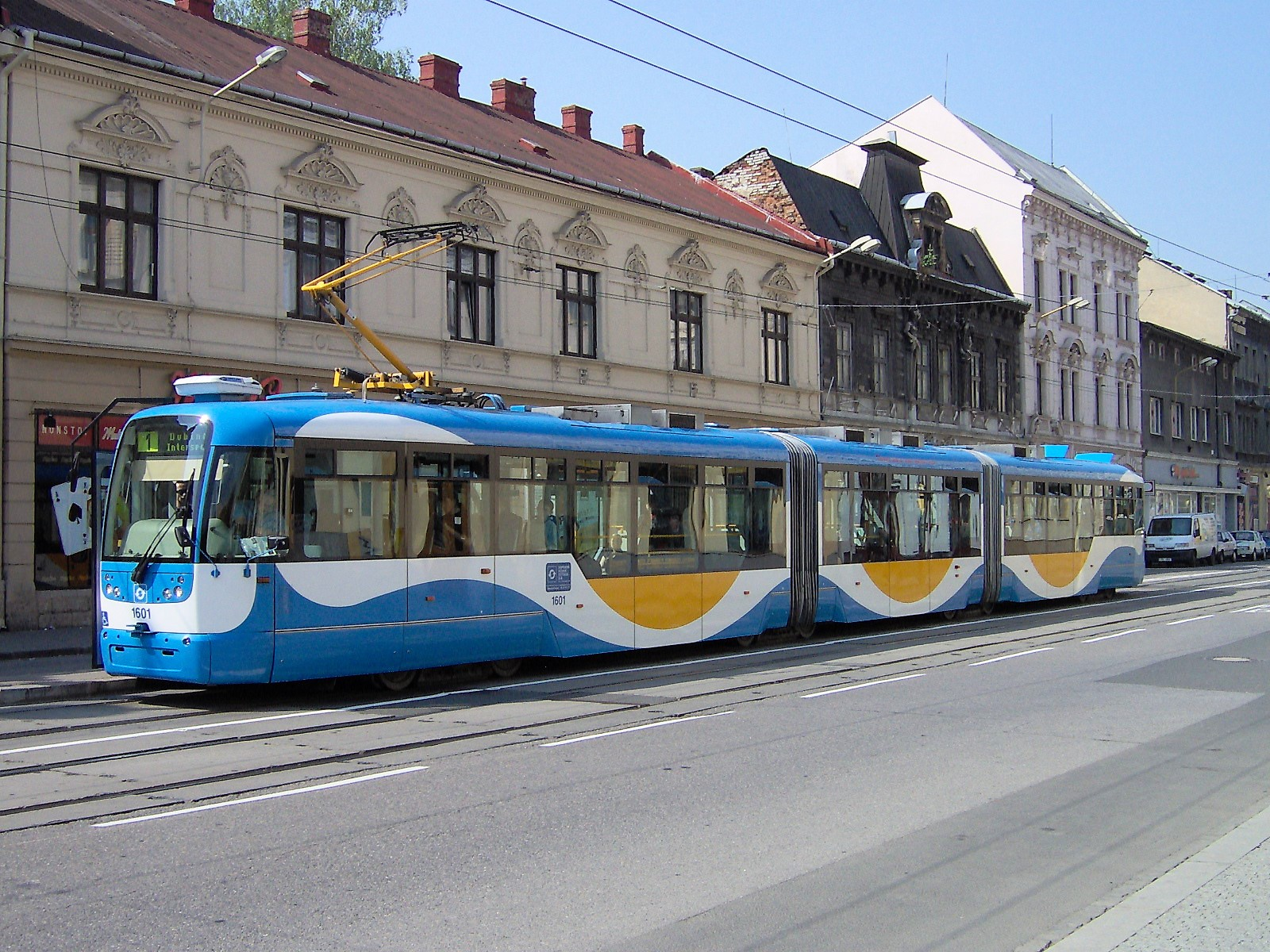
VarioLF3 in Ostrava

Der VarioLF3 ist ein komplett neues Fahrzeug, bei dem keine Teile aus einem Spenderfahrzeug übernommen wurden. Er hat die elektrische Ausrüstung „Europulse“ von Cegelec.
| Betrieb | Artikel             | Auslieferung | Anzahl gelieferter Wagen | Anmerkungen |
| ------- | ------------------- | ------------ | ------------------------ | ----------- |
| Ostrava | Straßenbahn Ostrava | 2006–2007    | 2 (1601–1602)            |             |

### VarioLF3/2
Der VarioLF3/2 ist wie der LF3 ein komplett neues Fahrzeug mit elektrischer Ausrüstung „Europulse“ von Cegelec.
| Betrieb | Artikel             | Auslieferung | Anzahl gelieferter Wagen | Anmerkungen |
| ------- | ------------------- | ------------ | ------------------------ | ----------- |
| Ostrava | Straßenbahn Ostrava | 2008–2011    | 3 (1651–1653)            |             |

## Technische Daten
|                                | VarioLF | VarioLF2 | VarioLF3 | VarioLF3/2 |
| ------------------------------ | ------- | -------- | -------- | ---------- |
| Wagenkastenlänge (mm):         | 15.100  | 22.600   | 30.100   | 30.100     |
| Wagenkastenbreite (mm):        | 2480    | 2480     | 2480     | 2480       |
| Drehzapfenabstand (mm):        | 7500    | 7500     | 7500     | 7500       |
| Fußbodenhöhe im Nf-Teil (mm):  | 350     | 350      | 350      | 350        |
| Fußbodenhöhe im Hf-Teil (mm):  | 860     | 860      | 860      | 860        |
| Niederfluranteil:              | 36 %    | 43 %     | 50 %     | 50 %       |
| Leergewicht (kg):              | 21.200  | 31.500   | 38.000   | 41.500     |
| Sitzplätze:                    | 33      | 46       | 61       | 54+4       |
| Stehplätze (4 Pers./m²):       | 58      | 94       | 134      | 140        |
| Rollstuhl / Kinderwagenplätze: | 1 / 1   | 2 / 2    | 2 / 2    | 1 / 3      |
| Antriebsleistung (kW):         | 4x 90   | 6x 90    | 8x 90    | 8x 90      |
| Höchstgeschwindigkeit (km/h):  | 65      | 65       | 65       | 65         |